# Amphidrina callicora
Amphidrina callicora là một loài bướm đêm trong họ Noctuidae.